# An organic architecture: the architecture of democracy
An Organic Architecture: The Architecture of Democracy è un libro che raccoglie una serie di conferenze tenute dall'architetto statunitense Frank Lloyd Wright nel maggio del 1939 presso il Royal Institute of British Architects (RIBA) di Londra. Le conferenze, intitolate Sir George Watson Lectures, sono un'importante espressione della sua visione dell'architettura e del suo concetto di "architettura organica", che promuoveva una stretta armonia tra l'edificio e l'ambiente circostante.

## Contenuto
Nel libro, Wright esplora vari temi legati alla sua filosofia architettonica. Tra i più rilevanti, si trovano le sue idee sulle case Usonian, un tipo di abitazione economica che rifletteva il suo ideale di accessibilità e connessione con il paesaggio. Inoltre, affronta le sue visioni riguardo alle città future, sia in Nord America che in Gran Bretagna, sottolineando l’importanza di un’architettura che rispondesse ai bisogni democratici della società. Wright discute anche di alcune delle sue realizzazioni più note, come la fabbrica Johnson Wax e il suo studio Taliesin, mettendo in evidenza come queste opere incarnassero i principi dell'architettura organica.
Un altro tema centrale del libro è la concezione dell'architettura come forma di arte democratica, che non dovrebbe solo rispondere a criteri estetici o funzionali, ma anche alle esigenze sociali e ambientali. La visione di Wright prevedeva edifici che, oltre a essere funzionali, fossero un’estensione naturale dell’ambiente circostante, rispettando la cultura e il paesaggio.

## Struttura
Il libro è organizzato come una raccolta delle conferenze di Wright, che sono suddivise in capitoli che trattano temi specifici, come l’architettura delle case, la progettazione delle città e l’impatto dell'architettura sulla vita quotidiana. Ogni conferenza è una riflessione profonda sulle sue idee architettoniche, con un’attenzione particolare alla democrazia architettonica.
Le conferenze furono scritte per un pubblico britannico e rispecchiano il pensiero di Wright in un periodo di grande fermento politico e sociale, con l’imminente scoppio della Seconda Guerra Mondiale. Le conferenze sono anche un’occasione per Wright di confrontarsi con il pubblico europeo, che aveva un punto di vista diverso rispetto alla tradizione architettonica statunitense.

## Eredità
Nel 2017, il libro è stato ripubblicato per celebrare il 150º anniversario della nascita di Frank Lloyd Wright. La nuova edizione include una prefazione che contestualizza l'importanza storica delle conferenze e il loro impatto sullo sviluppo dell'architettura moderna. La ripubblicazione ha portato una nuova visibilità alle idee di Wright, che ancora oggi influenzano l'architettura contemporanea, in particolare per quanto riguarda il concetto di sostenibilità e l'integrazione tra costruzioni e natura.
Le idee di Wright espresse in An Organic Architecture continuano a influenzare l'architettura moderna, in particolare il movimento dell'architettura sostenibile, che prende ispirazione dal suo approccio all'uso dei materiali naturali e alla creazione di spazi che rispettano il contesto in cui sono inseriti. La sua visione per una "architettura organica" è stata adottata da molti architetti contemporanei, che cercano di realizzare edifici che siano in armonia con la natura e rispondano ai bisogni delle persone, non solo esteticamente ma anche funzionalmente e socialmente.

## Edizioni
- (EN) Frank Lloyd Wright, An Organic Architecture: The Architecture of Democracy [Un'architettura organica: L'architettura della democrazia], New York, Horizon Press, 1943  [1939].
- (EN) Frank Lloyd Wright, An Organic Architecture: The Architecture of Democracy [Un'architettura organica: L'architettura della democrazia], Edizione commemorativa del 150º anniversario, London, Lund Humphries, 2017  [1939].